# حكومة إلياس الفخفاخ
حكومة إلياس الفخفاخ هي حكومة تونسية يترأسها إلياس الفخفاخ، وأدت اليمين الدستورية يوم 27 فبراير 2020.
في 15 يوليو 2020، قدم الفخفاخ استقالة حكومته لرئيس الجمهورية قيس سعيّد.

## التكوين
بعد رفض مجلس نواب الشعب إعطاء ثقته للحكومة المقترحة من قبل الحبيب الجملي، يمهل الدستور التونسي رئيس الجمهورية التونسية قيس سعيد عشرة أيام لتعيين الشخصية الأقدر لتكوين الحكومة. في 20 يناير 2020، اختار الرئيس قيس سعيد إلياس الفخفاخ لتكوين الحكومة الجديدة في ظرف شهر على أقصى تقدير، وكان قد حظي بدعم أحزاب تحيا تونس وحزب التيار الديمقراطي وحركة الشعب.
أعلن الفخفاخ عن حكومته في 15 فبراير 2020. بالرغم من حصول حركة النهضة على عدة وزارات، إلا أنها رفضت المشاركة في الحكومة وإعطائها الثقة لأنها ليست حكومة وحدة وطنية «لا تقصي إلا من أقصى نفسه»، حيث أن الفخفاخ رفض مشاركة قلب تونس وائتلاف الكرامة في الحكومة. في نفس الوقت، قامت لجنة التشريع العام بقبول تعديل القانون الانتخابي الذي يضع عتبة انتخابية ب5% في الانتخابات التشريعية (مقترح دعمته حركة النهضة وقلب تونس وائتلاف الكرامة)، الأمر الذي واجه عدة انتقادات لأنه يسعى لإعطاء الأفضلية للأحزاب الكبرى التي تسعى للدخول في انتخابات تشريعية مبكرة. بعد يومين، أعلن الرئيس قيس سعيد أنه إن لم يتم إعطاء الثقة لحكومة الفخفاخ فإنه سيقوم بحل البرلمان والدعوة لانتخابات مبكرة وفقا لمقتضيات الدستور. في 19 فبراير، قدم الفخفاخ تشكيلة معدلة قليلا من حكومته، ودون مشاركة قلب تونس وائتلاف الكرامة الذين رفضا المشاركة بملء إرادتهما. إثر ذلك، وبسبب رفضهما المشاركة، قررت حركة النهضة دعم الحكومة وإعطائها الثقة.

في 26 فبراير 2020، انطلقت صباحا جلسة إعطاء الثقة لحكومة الفخفاخ في مجلس نواب الشعب التونسي، وتواصلت الجلسة دون توقف حتى ساعة مبكرة من صباح 27 فبراير، أين تحصلت على الثقة من المجلس. في نفس اليوم، أدت الحكومة اليمين الدستورية في القصر الرئاسي بقرطاج أمام رئيس الجمهورية.
| الكتلة  | الكتلة              | مع  | ضد | محايد (محتفظ) | غائب |
| ------- | ------------------- | --- | -- | ------------- | ---- |
|         | حركة النهضة         | 52  | 1  | 0             | 1    |
|         | الكتلة الديمقراطية  | 37  | 3  | 0             | 1    |
|         | قلب تونس            | 0   | 34 | 0             | 4    |
|         | ائتلاف الكرامة      | 0   | 18 | 0             | 1    |
|         | الحزب الدستوري الحر | 0   | 17 | 0             | 0    |
|         | الإصلاح             | 15  | 0  | 1             | 0    |
|         | تحيا تونس           | 13  | 0  | 0             | 1    |
|         | المستقبل            | 8   | 0  | 0             | 0    |
|         | غير المنتمين        | 4   | 4  | 0             | 3    |
| المجموع | المجموع             | 129 | 77 | 1             | 10   |

## التشكيلة الأولى للحكومة

### الوزراء
| الصورة | الحقيبة الوزارية                                                                | الاسم                 |  | الحزب             |
| ------ | ------------------------------------------------------------------------------- | --------------------- |  | ----------------- |
|        | رئيس الحكومة التونسية                                                           | إلياس الفخفاخ         |  | التكتل            |
|        | وزير دولة، وزير النقل واللوجستيك                                                | أنور معروف            |  | حركة النهضة       |
|        | وزير دولة، وزير لدى رئيس الحكومة مكلف بالوظيفة العمومية والحوكمة ومكافحة الفساد | محمد عبو              |  | التيار الديمقراطي |
|        | وزيرة العدل                                                                     | ثريا الجريبي          |  | مستقلة            |
|        | وزير الدفاع الوطني                                                              | عماد الحزقي           |  | مستقل             |
|        | وزير الداخلية                                                                   | هشام المشيشي          |  | مستقل             |
|        | وزير الشؤون الخارجية                                                            | نور الدين الري        |  | مستقل             |
|        | وزير التنمية والاستثمار والتعاون الدولي                                         | سليم العزابي          |  | تحيا تونس         |
|        | وزير المالية                                                                    | نزار يعيش             |  | مستقل             |
|        | وزير التربية                                                                    | محمد بن مبروك الحامدي |  | التيار الديمقراطي |
|        | وزير الصحة                                                                      | عبد اللطيف المكي      |  | حركة النهضة       |
|        | وزير الفلاحة والصيد البحري والموارد المائية                                     | أسامة الخريجي         |  | مستقل             |
|        | وزير تكنولوجيات الاتصال والتحول الرقمي                                          | محمد الفاضل كريم      |  | مستقل             |
|        | وزير الطاقة والمناجم والانتقال الطاقي                                           | منجي مرزوق            |  | مستقل             |
|        | وزير الشؤون الاجتماعية                                                          | الحبيب كشو            |  | مستقل             |
|        | وزير الشؤون المحلية                                                             | لطفي زيتون            |  | حركة النهضة       |
|        | وزير أملاك الدولة والشؤون العقارية                                              | غازي الشواشي          |  | التيار الديمقراطي |
|        | وزير الشؤون الدينية                                                             | أحمد عظوم             |  | مستقل             |
|        | وزيرة المرأة والأسرة والطفولة وكبار السن                                        | أسماء السحيري         |  | مستقلة            |
|        | وزير التجارة                                                                    | محمد مسيليني          |  | حركة الشعب        |
|        | وزير الصناعة والمؤسسات الصغرى والمتوسطة                                         | صالح بن يوسف          |  | مستقل             |
|        | وزير السياحة والصناعات التقليدية                                                | محمد علي التومي       |  | البديل التونسي    |
|        | وزير التجهيز والإسكان والتهيئة الترابية                                         | المنصف السليتي        |  | حركة النهضة       |
|        | وزير البيئة                                                                     | شكري بن حسن           |  | تحيا تونس         |
|        | وزير التعليم العالي والبحث العلمي                                               | سليم شورى             |  | حركة النهضة       |
|        | وزيرة الشؤون الثقافية                                                           | شيراز العتيري         |  | مستقلة            |
|        | وزير التكوين المهني والتشغيل                                                    | فتحي بالحاج           |  | حركة الشعب        |
|        | وزير شؤون الشباب والرياضة                                                       | أحمد قعلول            |  | حركة النهضة       |

### وزراء معتمدون
| الصورة | الحقيبة الوزارية                                                                             | الاسم           |  | الحزب     |
| ------ | -------------------------------------------------------------------------------------------- | --------------- |  | --------- |
|        | وزيرة معتمدة لدى رئيس الحكومة مكلفة بالمشاريع الوطنية الكبرى                                 | لبنى الجريبي    |  | مستقلة    |
|        | وزير معتمد لدى رئيس الحكومة مكلف بحقوق الإنسان والعلاقة مع الهيئات الدستورية والمجتمع المدني | العياشي الهمامي |  | مستقل     |
|        | وزير معتمد لدى رئيس الحكومة مكلف بالعلاقة مع البرلمان                                        | علي الحفصي جدي  |  | نداء تونس |

### كتاب دولة
| الصورة | الحقيبة الوزارية                                                                  | الاسم       |  | الحزب  |
| ------ | --------------------------------------------------------------------------------- | ----------- |  | ------ |
|        | كاتبة دولة لدى وزير الشؤون الخارجية                                               | سلمى النيفر |  | مستقلة |
|        | كاتبة دولة لدى وزير الفلاحة والصيد البحري والموارد المائية مكلفة بالموارد المائية | عاقصة بحري  |  | مستقلة |

## استقالة الحكومة
على خلفية اتهامات لرئيس الحكومة إلياس الفخفاخ في ملف تضارب مصالح، أعلنت حركة النهضة (صاحبة كتلة الأغلبية بالبرلمان) سحب الثقة من حكومة الفخفاخ رفقة كل من كتلتي قلب تونس وإئتلاف الكرامة. وعلى إثر ذلك وبطلب من رئيس الجمهورية قيس سعيد، قدم الفخفاخ إستقالته من رئاسة الحكومة في 15 يوليو 2020.